# Schottisches Buch

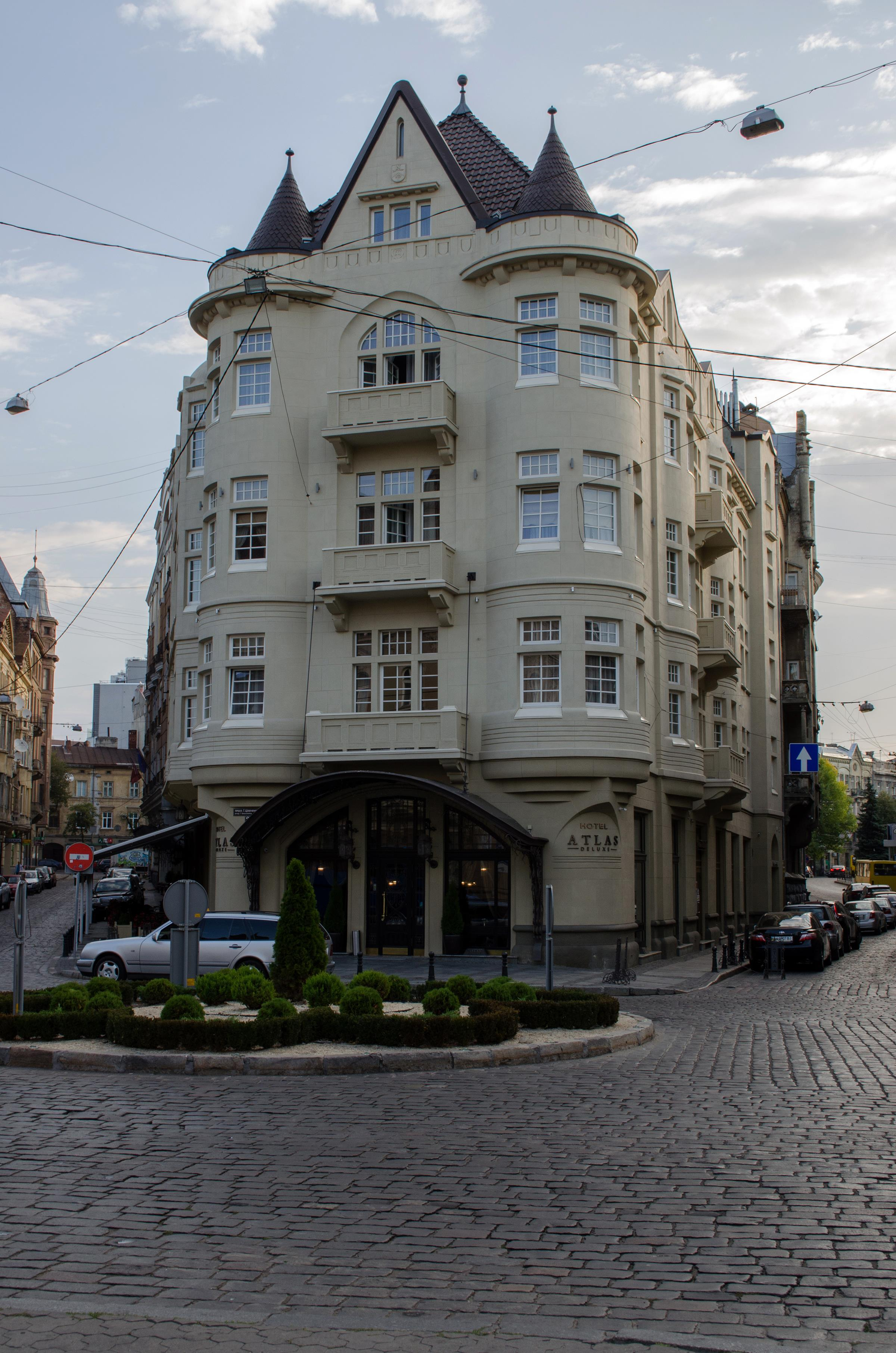
Das wiedereröffnete Schottische Café im Hotel Atlas (2015)

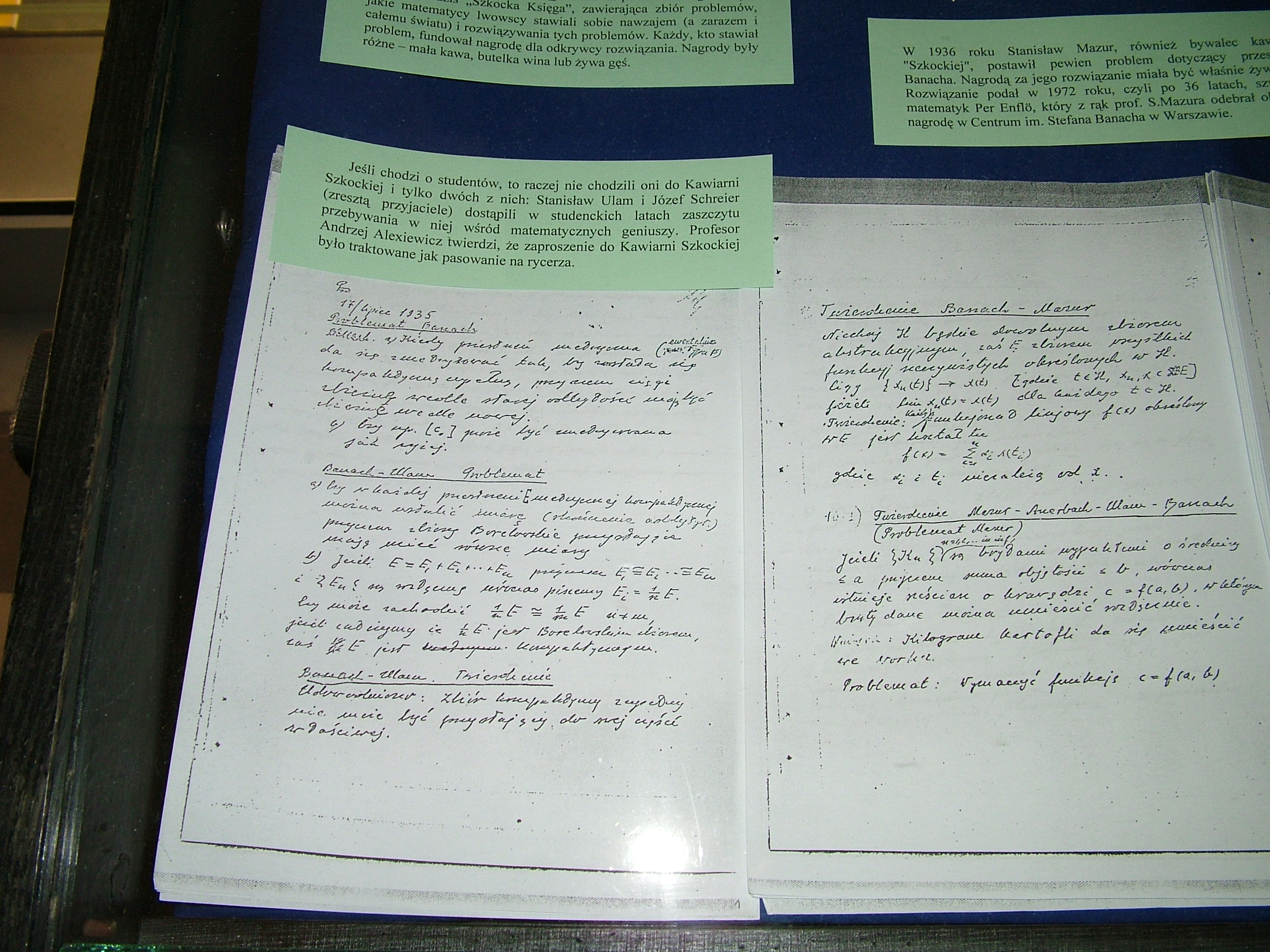
Eintragungen von Stefan Banach, Stanisław Mazur und Stanisław Marcin Ulam

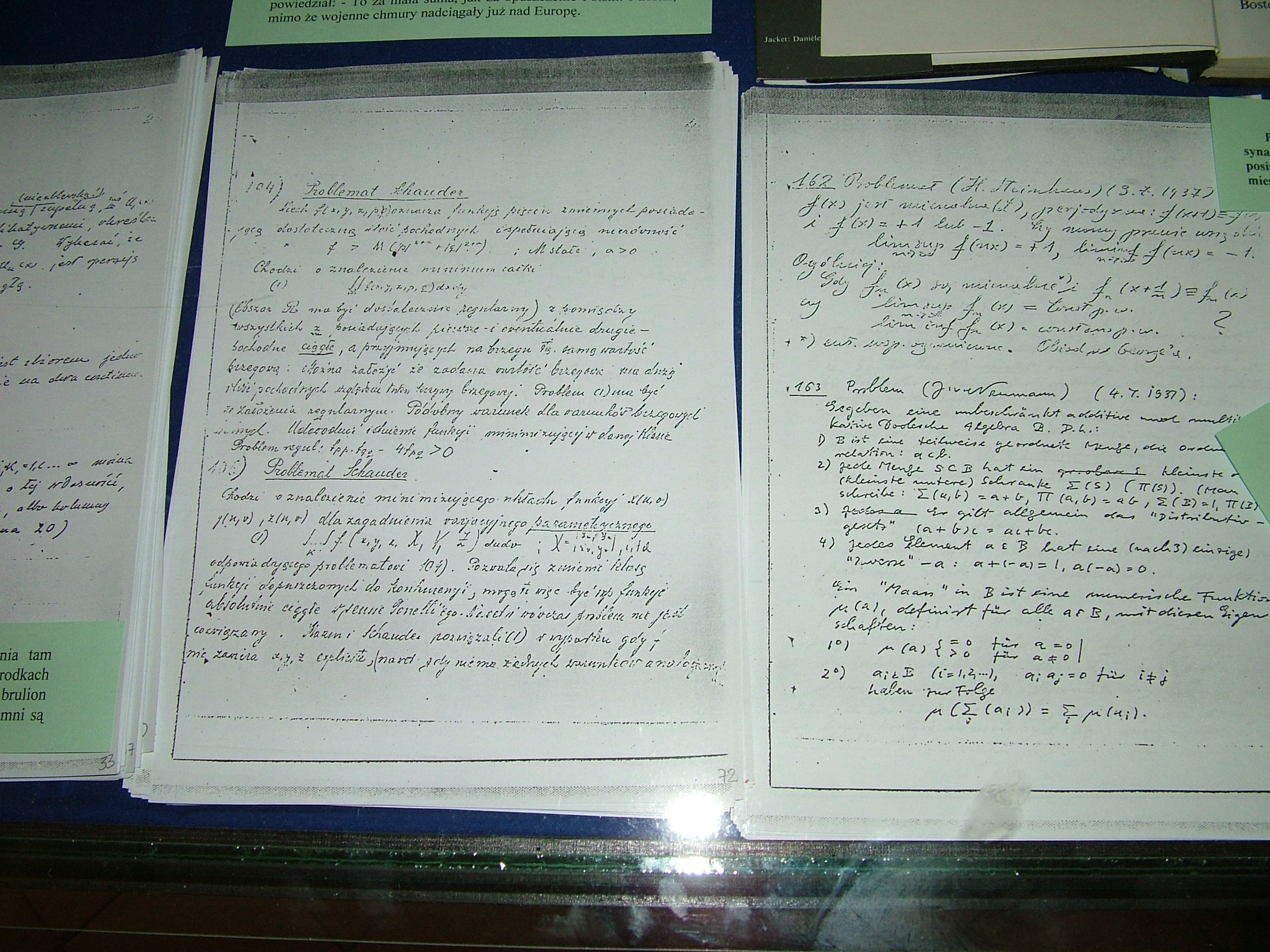
Eintragungen von Juliusz Paweł Schauder, Hugo Steinhaus und John von Neumann

Das Schottische Buch (polnisch Księga Szkocka) ist ein 84-seitiges Heft, das den Lemberger Mathematikern, die sich sehr oft im „Schottischen Kaffeehaus“ trafen, dazu diente, noch ungelöste mathematische Probleme zu notieren. Zuerst schrieben sie die Formeln auf Papierservietten nieder, und auch mangels Servietten direkt auf den marmornen Tischplatten, die der Garderobier bis zum nächsten Treffen aufbewahrte, aber endlich kaufte die Ehefrau des Professors Stefan Banach ein Heft ein, das den Zweiten Weltkrieg glücklich überdauert hat und sich jetzt im Familienbesitz in Deutschland befindet.
Das Buch wurde 1935–1941 geführt, erst der Einmarsch der deutschen Wehrmacht im Juni 1941 zog den Schlussstrich. Im Buch wurden 193 mathematische Probleme notiert, darunter fundamentale Fragen über die Funktionalanalysis, wie auch einfache Rätsel. Für die Lösung eines der Probleme wurde 1936 als Preis von Stanisław Mazur eine lebendige Gans ausgelobt. Der Preis wurde von ihm persönlich 1972 dem jungen schwedischen Mathematiker Per Enflo verliehen.
Das Buch wurde vom Garderobier in der Kleiderablage aufbewahrt. Professor Stanisław Mazur stimmte mit Stanisław Ulam im Sommer 1939 ab, dass im Kriegsfall das Buch in einer Kiste vergraben wird. Es ist nicht klar, ob das tatsächlich erfolgte, aber sicher ist nur, dass die Ehefrau von Professor Banach, Łucja, bei der Zwangsumsiedlung 1945 das Buch aus Lemberg nach Warschau brachte, wo Hugo Steinhaus eine Abschrift erstellte. 1956 erhielt Ulam eine Kopie dieser Abschrift, die er ins Englische übersetzte und 1957 in kleiner Auflage verteilte. 1977 wurde diese Version von Ulam in Druck gegeben. 1979 wurde an der North Texas State University eine „Scottish Book Conference“ abgehalten, bei der von den Erstautoren Marek Kac, Stanisław Ulam und Antoni Zygmund zugegen waren. Der 1981 erschienene Konferenzbericht enthält eine von Richard Daniel Mauldin edierte und kommentierte Fassung der 193 Probleme.
Im annektierten Breslau wurde 1945–1948 ein „Neues Schottisches Buch“ von ehemaligen Lemberger Mathematikern geführt.
Im Herbst 2016 wurde in Lemberg ein „Lemberger Schottisches Buch“ eröffnet.